# 法叙战争

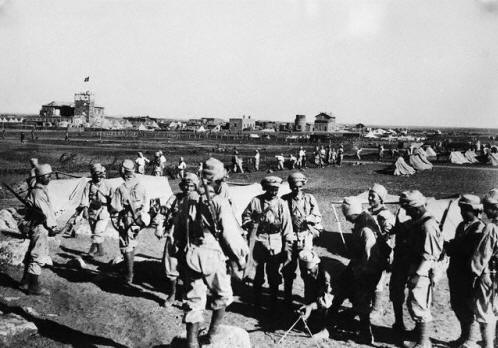
法叙战争

法叙战争是1920年法国与阿拉伯叙利亚王国爆發的衝突。法国军队最終擊敗了阿拉伯叙利亚王国，並于1920年7月24日攻入大马士革。 7月25日，叙利亚成立新的亲法政府，叙利亚成為法屬敘利亞及黎巴嫩託管地的一部分並被划分为數個个從屬國。